# Перчик, Татьяна Владимировна
Татьяна Владимировна Перчик (Исаенко) (род. 1987) —  российская шашистка. Мастер ФМЖД с 2005 года. Мастер спорта России (2006). 

## Биография
Родилась 8 августа 1987 года в Калуге. С детства занималась шашками. Первый тренер — Светлана Драгунова. Училась в средней школе №17.
Чемпионка России среди женщин в командных соревнованиях (2008), призёр первенств страны (1998 — 2002, 2005, 2007, 2008), Европы и мира (2000, 2004, 2005, 2008).
В 2009 году  окончила  КГПУ им. К.Э.Циолковского. Работает учителем начальных классов в калужской школе №17.